# Graham McLaren
Graham McLaren (18 de junio de 1974) es un deportista canadiense que compitió en remo. Ganó dos medallas de bronce en el Campeonato Mundial de Remo, en los años 1996 y 1997, ambas en la prueba de ocho con timonel ligero.

## Palmarés internacional
| Campeonato Mundial | Campeonato Mundial       | Campeonato Mundial | Campeonato Mundial      |
| Año                | Lugar                    | Medalla            | Prueba                  |
| ------------------ | ------------------------ | ------------------ | ----------------------- |
| 1996               | Motherwell (Reino Unido) | Medalla de bronce  | Ocho con timonel ligero |
| 1997               | Aiguebelette (Francia)   | Medalla de bronce  | Ocho con timonel ligero |